# Taranta Peligna
Taranta Peligna – miejscowość i gmina we Włoszech, w regionie Abruzja, w prowincji Chieti.
Według danych na rok 2004 gminę zamieszkiwało 517 osób, 24,6 os./km².